# NGC 1478
NGC 1478 ist eine linsenförmige Galaxie vom Hubble-Typ S0 im Sternbild Eridanus am Südsternhimmel. Sie ist schätzungsweise 443 Millionen Lichtjahre von der Milchstraße entfernt und hat einen Durchmesser von etwa 80.000 Lichtjahren. 

Im selben Himmelsareal befinden sich u. a. die Galaxien NGC 1467, NGC 1472, NGC 1475, NGC 1477.
Das Objekt wurde im Jahr 1886 von Ormond Stone entdeckt.